# Notre-Dame-de-Vaulx
Notre-Dame-de-Vaulx es una comuna francesa situada en el departamento de Isère, en la región de Auvernia-Ródano-Alpes.

## Demografía
| 485 | 416 | 320 | 306 | 392 | 495 | 524 |
| Para los censos de 1962 a 1999 la población legal corresponde a la población sin duplicidades (Fuente: INSEE [Consultar]) |     |     |     |     |     |     |